# 道の駅可児ッテ
道の駅可児ッテ（みちのえき かにッテ）は、岐阜県可児市柿田にある国道21号の道の駅である。

## 施設

### 主な設備
- 駐車場
  - 普通車：50台
  - 大型車：16台
  - 身体障害者用：2台
- トイレ
  - 男：10器
  - 女：8器
  - 身体障害者用：1器
- 観光案内所
- 飲食コーナー
- テイクアウトコーナー[1]
- 惣菜・加工品コーナー
- 農産物コーナー

### 管理団体
- 運営者：可児道の駅株式会社（可児市出資の第三セクター）[1]

## 営業時間・休館日

### 営業時間
- 9：00 - 18：00（2010年の開業時は20時までの営業であった[1]）

### 休館日
- 12月31日・1月1日

## アクセス
- 登録路線：国道21号（可児御嵩バイパス）
- 東海環状自動車道 可児御嵩ICより東へ600m[1]。

## 周辺
- ぎふワールド・ローズガーデン
- 明智城址
- 名古屋鉄道広見線 顔戸駅